# Atypus muralis
Atypus muralis BERTKAU, 1890 è un ragno appartenente alla famiglia Atypidae.
Il nome deriva dal greco ᾶ-, àlfa-, con valore di negazione della parola seguente, e τύπος, typos, cioè forma, immagine, tipo, ad indicarne la forma atipica a causa della sproporzione dei cheliceri e delle filiere.
Il nome proprio deriva dal latino muralis, cioè del muro, relativo al muro, in quanto è solito appoggiare la sua tela-trappola presso muretti di pietre a secco oltre che a rocce.

## Caratteristiche
Di rilievo in questa specie sono le filiere che secernono la seta per la costruzione del tubo setoso; già molto attive sin dallo stadio ninfale, quando il ragno misura di cefalotorace appena 0,4-0,6 millimetri, sono costituite da tre paia abbastanza distinte.

### Filiere anteriori laterali
Le filiere anteriori laterali sono di forma cilindrica, monosegmentate, con una struttura della cuticola finemente granulata e sono situate lateralmente rispetto alle filiere posteriori mediane. Una cospicua ghiandola secerne una secrezione acida ed è connessa ad uno spigot che ne regola la fuoriuscita. Questa ghiandola è un residuo delle ghiandole ampollacee possedute dai ragni del sottordine Araneomorphae.

### Filiere mediane posteriori
Le filiere mediane posteriori, anch'esse monosegmentate, hanno la parte superiore conica ridotta, sul cui apice vi è un solo grande spigot collegato alla ghiandola escretrice. 

### Filiere laterali posteriori
Le filiere laterali posteriori, infine, sono trisegmentate, anche se gli esatti confini dei segmenti non sono ben distinguibili; sulla parte apicale di ognuna di esse vi sono ben tre larghi spigot connessi a ghiandole che contengono epitelio misto a secrezione acida.

## Comportamento
Come tutti i ragni del genere Atypus, anche questa specie vive in un tubo setoso parallelo al terreno, per una ventina di centimetri circa seppellito e per altri 8 centimetri fuoriuscente. Il ragno resta in agguato sul fondo del tubo: quando una preda passa sulla parte esterna, le vibrazioni della tela setosa allertano il ragno che scatta e la trafigge, per poi rompere la sua stessa tela, portarsi la preda nella parte interna e cibarsene..

## Habitat
Predilige quasi esclusivamente prati asciutti a Festucion valesiacae (associazione vegetale) situati in un microclima continentale e limitati ulteriormente a suoli calcarei. Proprio questa tipologia di suoli consente loro di affrontare efficientemente gli estremi di freddo e caldo del clima continentale. In vaste zone della Repubblica Ceca questo habitat è minacciato da esteso rimboschimento dovuto all'abbandono di grosse estensioni di terreno prima destinate a pascolo.

## Distribuzione
Rinvenuta in un'ampia zona che va dall'Europa centrale al Turkmenistan. In modo particolare in Austria, in varie località della Germania, in Polonia e in Romania. Nella Repubblica Ceca sono stati trovati esemplari nelle seguenti località: Praga e dintorni, Chraberce, Zeměchy, Libčice, Dolany, Roztoky, Letky e Vrbčany. In Italia è stata rinvenuta in Alto-Adige, nei dintorni di Bressanone.